# Invasión soviética de las Islas Kuriles
La invasión soviética de las islas Kuriles, denominada por la Unión Soviética como operación de desembarco de las islas Kuriles (en ruso: Курильская десантная операция) fue la operación militar aliada de la Segunda Guerra Mundial para capturar las islas Kuriles pertenecientes al Imperio del Japón en 1945. La invasión fue parte de la guerra soviético-japonesa y fue decidida cuando se abandonaron los planes para intervenir en Hokkaidō. Las exitosas operaciones militares del Ejército Rojo en Mudanjiang y durante la invasión del sur de Sajalín crearon los requisitos previos necesarios para el desembarco de las Islas Kuriles.

## Orden de batalla

### Unión Soviética
- Segundo Frente del Lejano Oriente
  - 87.° Cuerpo de Fusileros
    - 355.ª División de Fusileros
    - 2.ª Brigada de Fusileros
    - 113.ª Brigada de Fusileros

  - Área de defensa de Kamchatka
    - 101.ª División de Fusileros
    - Batallón de Infantería de Marina
    - Regimiento de artillería de obuses
    - 128.ª División de Aire Compuesto (78 aviones)
- Flota del Pacífico Soviética (operando desde la base naval de Paul)
  - 60 barcos y embarcaciones
  - 2.º Regimiento de Bombarderos de Aviación Naval
  - Batería de artillería costera

### Japón imperial
- 5.º Ejército del Área IJA
  - 27 Ejército IJA
    - 91.ª División de Infantería (en aproximadamente. Shumshu, Paramushir Onekotán)
    - 89.ª División de Infantería (aproximadamente en Iturup, Kunashir, la cordillera menor de Kuril)
    - 11.º Regimiento de Tanques (Shumshu, Paramushiro)
    - 31.º Regimiento de Defensa Aérea (Shumshu)
    - 41.° Regimiento Mixto (aproximadamente en Matua)
    - 129.ª Brigada de Infantería (aproximadamente. Urup)

## Batalla

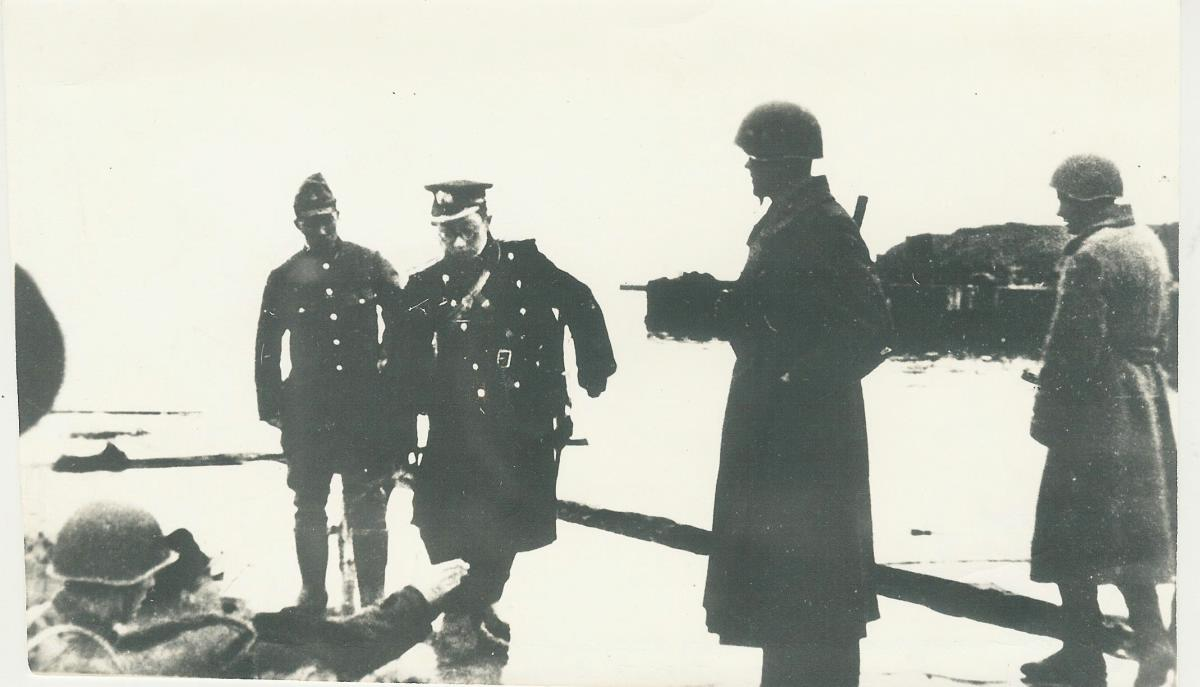
El teniente general Tsutsumi Fusaki llegando al territorio controlado en las Islas Kuriles por los rusos para negociar la rendición.

La operación tuvo lugar entre el 18 de agosto y el 1 de septiembre. El ataque fue realizado por el 87.° Cuerpo de Fusileros (Teniente General de la Guardia A. S. Ksenofóntov) del 16.° Ejército (Teniente General L. G. Cheremísov) del 2.° Frente del Lejano Oriente y elementos del Área de Defensa de Kamchatka (al mando del Mayor General Alekséi Gnechko). Los barcos y el transporte se sacaron de la base militar de Petropávlovsk-Kamchatski (Capitán Dmitri Grigórievich Ponomariov). La 128.ª División de Aviación también brindó apoyo.
Las islas fueron ocupadas por la 91.ª División de Infantería japonesa (Shiashkotán, Paramushir, Shumshu y Onekotán), la 42.ª División (Shimushiro), el 41.º Regimiento Independiente (Isla Matua), la 129.ª Brigada Independiente (Isla Urup) y la 89.ª División de Infantería (Iturup y Kunashiri). El comandante japonés era el teniente general Tsutsumi Fusaki.
El reconocimiento inicial fue realizado el 18 de agosto por un destacamento de la 113.ª Brigada Separada de Fusileros (Capitán-Teniente G. I. Brunshtein), transportado por dos arrastreros mineros (ТЩ-589 y ТЩ-590) a la bahía de Rubetzu en la isla de Iturup. Los desembarcos en Iturup fueron continuados por la 355.ª División de Fusileros, que también aterrizó en la isla más pequeña de Urup.
El 23 de agosto, se ordenó a las guarniciones japonesas de 20 000 efectivos en las islas que se rindieran como parte de la rendición general de Japón. Sin embargo, algunas de las fuerzas de la guarnición ignoraron esta orden y continuaron resistiendo la ocupación soviética.
Del 22 al 28 de agosto, tropas de la zona de defensa de Kamchatka ocuparon las islas Kuriles desde Urup al norte.
El 1 de septiembre, elementos del 87.º Cuerpo de Fusileros fueron desembarcados en torpederos, arrastreros mineros y transportes (que partían de Otomari) en Kunashir y Shikotán, en las islas Kuriles del sur. Este fue un aterrizaje de asalto contra la resistencia japonesa. El 4 de septiembre, el 87.º Cuerpo de Fusileros ocupó cinco islas más pequeñas (Sibotzu, Taraku-Shima, Uri-Shima, Akiuri y Suiseto).
Después del 4 de septiembre, las fuerzas soviéticas ocuparon el resto de las islas Kuriles sin más resistencia.
Las islas siguieron siendo parte de Rusia después de la disolución de la Unión Soviética. Sin embargo, su verdadero estatus legal permanece en duda como parte de la disputa de las Islas Kuriles entre Rusia, Japón y otras partes.